# Boa Tarde (programa de televisão da SIC)
Boa Tarde foi um talk show da SIC para dar a conhecer as histórias da vida real. O programa era conduzido por Conceição Lino nas tardes da SIC. O programa tinha convidados anónimos e famosos e também tinha várias rubricas.

## Formato
Apresentado por Conceição Lino o programa tinha como objectivo estimular os telespectadores a participarem e partilharem suas histórias e, ainda, ajudar as pessoas a realizarem seus sonhos, como por exemplo: remodelar a casa, realizar uma viagem, conhecer alguém especial, mudar o visual.

## Rubricas

### Na Cozinha Com...
Nesta rubrica todas as semanas uma figura pública era convidada a cozinhar uma receita à sua escolha.

### Os Doutuores
Vários médicos de várias especialidades colaboravam nesta rubrica para esclarecerem os espectadores sobre assuntos relacionados com a saúde.

## Cartão de Sonho
O passatempo de casa deste programa era o "Cartão de Sonho" que consistia em que o espectador tenta-se adivinhar os 4 números do código para ganhar várias quantias.